# Зварыкино
Зварыкино — село в Алексеевском районе Белгородской области России. В рамках организации местного самоуправления входит (с апреля 2018) в муниципальное образование Алексеевский городской округ.

## География
Расположено в восточной части области, в 22 км к юго-западу от районного центра, города Алексеевки.

### Уличная сеть
- Матвеев Край
- Политов Край
- Хуторская.

## Топоним
По преданию, название по фамилии валуйского помещика, отставного прапорщика, по другим сведениям, валуйского казачьего старшины Зварыкина, на землях которого образовано поселение.

## История
Основано потомками однодворцев государственными крестьянами в начале XIX в. Упоминается в описании слободы Камышеватой в 1884 году. Насчитывалось 12 дворов.
В 1906 году построена земская школа. По совету агрономической службы в 1912 году в селе устроено показательное поле. Действовала школа первой ступени, занятия вёл 1 учитель. В 1929 году образован колхоз «Победа» под председательством «двадцатипятитысячника», рабочего из Тулы. С 1930 года — центр сельсовета Никитовского р-на. В начале 1930-х гг. подвергнута репрессиям (раскулачена) почти половина семей.
В годы Великой Отечественной войны на фронт ушли около 50 зварыкинцев, погибли в боях 20 человек. С 1944 года прилегающие земли обрабатывал и занимался животноводством колхоз «Дружба», в 1950 году после укрупнения — в составе колхоза «Красный Октябрь». Действовала семилетняя школа. В 1957 г. село радиофицировано. В 1970 году колхоз вошёл в состав свиноводческого хозяйства «Родина» с центральной усадьбой в селе Щербаково. Село электрифицировано. Школа переведена в село Хрещатое. В 1989 году в прежних границах был восстановлен колхоз «Красный Октябрь».
В 1991 году на базе хозяйства было образовано акционерное общество «Факел», в 1996 году — СПК с тем же названием. Действовал магазин.
С 1 апреля 2000 года земли села были включены в границы ОАО «Эфко-Факел». — в составе Хрещатовского сельского поселения. В 2006 года сельхозугодья вошли в пределы отделения «Хрещатое» ОАО «Белгородагроинвест», с 2008 года относятся к ЗАО «Новооскольская зерновая компания».

### Административно-территориальная принадлежность
В конце XIX века относилось к Никитовской волости Валуйского уезда.
С июля 1928 года — в составе Жуковского сельсовета Никитовского района.
С декабря 1962 года — в составе Жуковского сельсовета Алексеевского района.
С 1993 года — в составе Хрещатовского сельского округа.
С 2004 года до апреля 2018 года входила в состав Хрещатовского сельского поселения, после чего муниципальный район «Алексеевский район и город Алексеевка» и все входившие в него поселения были упразднены и объединены в одно единое муниципальное образование Алексеевский городской округ.

## Население
| 2002 | 2010 |
| ---- | ---- |
| 43   | ↘36  |

### Историческая численность населения
В 1927 году было 76 дворов, проживало 665 человек.
В 1971 году было 59 дворов, проживали 189 человек.
На 1 января 1997 года насчитывалось 34 двора, 61 житель.
На 1 января 2011 года было 29 дворов, проживало 32 человека; на 1 января 2014 года — 22 двора, 24 человека.

## Инфраструктура
Основа экономики — сельское хозяйство .

## Транспорт
Зварыкино доступно автотранспортом по автодороге регионального значения «Валуйки — Алексеевка — Красное» (идентификационный номер 14 ОП РЗ К-10). Ближайшая остановка общественного транспорта «Поворот на Хрещатое».